# Gare de Fuchū (Tokyo)
La gare de Fuchū (府中駅, Fuchū-eki) est une gare ferroviaire de la ville de Fuchū, dans la préfecture de Tokyo, au Japon. La gare est exploitée par la compagnie Keiō.

## Situation ferroviaire
La gare de Fuchū est située au point kilométrique (PK) 21,9 de la ligne Keiō.

## Histoire
La gare a été inaugurée le 31 octobre 1916.

## Services aux voyageurs

### Accès et accueil
La gare dispose d'un bâtiment voyageurs, avec guichet, ouvert tous les jours.

### Desserte
- Ligne Keiō :
  - voies 1 et 2 : direction Keiō-Hachiōji, Takaosanguchi ou Tama-Dobutsu-koen
  - voies 3 et 4 : direction Shinjuku